# Hustota
Hustota představuje hodnotu dané veličiny vztažené k jednotkovému objemu (bývá také označována jako objemová hustota), jednotkovému obsahu plochy (pak se hovoří o plošné hustotě) nebo jednotkové délce (pak se hovoří o lineární hustotě). Hustota se také mění v závislosti na teplotě, tlaku a látkovém množství (viz stavová rovnice).
Používá se nejen ve fyzice (např. hustota hmotnosti, objemová hustota částic, hustota elektrického náboje apod.), ale také v jiných oborech vědy (viz např. hustota pravděpodobnosti, hustota zalidnění, optická hustota).
Je-li uveden pojem hustota bez dalšího upřesnění, je tím téměř vždy myšlena hmotnost jednotkového objemu.
Stejný význam má veličina objemová hmotnost, zaváděná pro pórovité a sypké látky.

## Hustota jako fyzikální veličina
Hustota, zřídka označovaná také „přesněji“ jako hustota hmotnosti či zastarale měrná hmotnost, je fyzikální veličina, která vyjadřuje hmotnost objemové jednotky látky. Hustota se značí: ρ [ró]

### Značení a jednotky
- Doporučená značka veličiny: ρ [ró]
- Jednotka SI: kilogram na metr krychlový, značka jednotky: kg/m3 (kg·m−3)
- Další používané jednotky: gram na centimetr krychlový g/cm3, kilogram na litr kg/l
- Měřidla: hustoměr, pyknometr, Mohrovy vážky a další, pro hrubé stanovení postačí odměrný válec

### Vzorec
Hustota je definována jako podíl hmotnosti {\displaystyle m} a objemu {\displaystyle V} tělesa, tzn.
{\displaystyle \rho ={\frac {m}{V}}}
Hustota v jednotlivých částech tělesa nemusí být stejná, ale může se měnit. Hustota se také může měnit s teplotou, tlakem, látkovým množstvím a v čase (při studiu tuhých těles lze však závislost na čase obvykle zanedbat). Obecně je tedy hustota funkcí souřadnic, teploty, tlaku a času, tzn. {\displaystyle \rho =\rho (x,y,z,t,p,T,n)}.
V takovém případě je potřeba sledovat hustotu v různých částech tělesa, přičemž její velikost získáme ze vztahu
{\displaystyle \rho ={\frac {\Delta m}{\Delta V}}}
Pokud je těleso popisováno soustavou hmotných bodů, potom lze hmotnostní element {\displaystyle \Delta m} vyjádřit jako součet hmotností jednotlivých bodů, které se nacházejí v objemu {\displaystyle \Delta V}, tzn.
{\displaystyle \Delta m=\sum _{i\in \Delta V}m_{i}},
kde {\displaystyle m_{i}} je hmotnost {\displaystyle i}-tého hmotného bodu.
Uvažujeme-li s rovnoměrným rozložením látky v prostoru (např. v mechanice kontinua), lze pro získání hustoty v daném bodě použít vztah
{\displaystyle \rho ={\frac {\mathrm {d} m}{\mathrm {d} V}}=\lim _{\Delta V\to 0}{\frac {\Delta m}{\Delta V}}},
kde naznačená derivace se bere v tzv. „makroskopickém smyslu“, tedy limitní proces končí na elementech objemu, ve kterých se neprojevuje částicová struktura látek.
Ve speciálních případech, kdy se lokální hustota mění skokem a derivace ani ve výše uvedeném makroskopickém smyslu neexistuje (pórovité látky, sypké látky), existuje pouze průměrná hodnota pro větší elementy objemu. V těchto případech se doporučuje nazývat tuto veličinu objemovou hmotností.

### Příklady hustot některých materiálů
- vzduch ~ 1,29 kg/m3
- aerogel ~ 1,9 kg/m3, nejlehčí člověkem vyrobená pevná látka
- benzín ~ 750 kg/m3
- voda ~ 1000 kg/m3, mořská voda ~ 1025 kg/m3
- osmium ~ 22 590 kg/m3, chemický prvek s největší hustotou
- bílý trpaslík ~ 109 kg/m3
- neutronová hvězda ~ 1013 – 1015 kg/m3

## Objemová hmotnost
Zejména v technických, ale i některých dalších oborech (stavební inženýrství, zemědělství) se při popisu vlastností sypkých a pórovitých látek rozlišuje hustota (anglicky particle density) a objemová hmotnost (anglicky bulk density).

### Motivace k zavedení
Bude-li žula v kompaktní formě, bude mít krychle o straně 1 m hmotnost cca 2700 kg, hustota bude tedy 2700 kg/m3.
Bude-li materiálem žulový štěrk, do nádoby stejného objemu se vejde pouze cca 2000 kg štěrku (obsahujícího i vzduchové mezery), objemová hmotnost bude tedy 2000 kg/m3.
Žula ve formě štěrku má tedy jinou objemovou hmotnost než hustotu.
Stejně tak pytel brambor má jinou objemovou hmotnost než je hustota samotného bramboru.
Podobné platí pro pórovité formy látek – např. kompaktní forma nějakého plastu má větší hustotu než je objemová hmotnost jeho pěnové formy.

### Definice, značka a jednotky
Objemová hmotnost je definována jako poměr hmotnosti tělesa ku celkovému objemu Vc tělesa včetně pórů, mezer a dutin, tedy objemu stanoveného z tzv. vnějších rozměrů.
- Doporučená značka veličiny: ρV
  - Dříve používaná (dnes nedoporučovaná) značka: mV
- Jednotky má objemová hmotnost stejné jako hustota:
  - Hlavní jednotka v soustavě SI: 1 kg/m3 ;
  - Často v praxi používaný dekadický násobek: 1 g/cm3 = 103 kg/m3.

### Vztah k hustotě
Objemová hmotnost látky je veličina závislá nejen na hustotě vlastní látky (v kompaktním stavu), ale i na hustotě látky vyplňující póry.
Zpravidla jsou póry vyplněny suchým vzduchem (nebo jiným plynem) s hustotou zanedbatelnou vzhledem k hustotě vlastní látky.
V takovém případě je objemová hmotnost dané formy látky vždy menší nebo rovna hustotě této látky, rovnost platí pro kompaktní formu bez pórů:
{\displaystyle \rho _{V}\leq \rho } .
Vztah je v tomto přiblížení jednoznačně určen poměrem objemu pórů V0 a objemu celkového Vc, tzv. pórovitostí (značené zpravidla nc).
Pórovitost je možné stanovit i ze známé objemové hmotnosti a hustoty materiálu, z toho plyne následující vztah:
{\displaystyle n_{\mathrm {c} }={\frac {V_{0}}{V_{\mathrm {c} }}}=1-{\frac {\rho _{V}}{\rho }}} .
V praxi jsou běžné i případy, kdy látku vyplňující póry nelze zanedbat. Pokud je část póru vyplněna vodou, tak je třeba vždy uvést konkrétní vlhkost materiálu, protože jeho objemová hmotnost je větší než v suchém stavu.
Příklady pro dřevo:
- Dřevo má hustotu dřevní báze pro všechny druhy dřev skoro stejnou hodnotu a to kolem 1530 kg/m3.
- Objemová hmotnost v suchém stavu je pro např. buk 720 kg/m3, v čerstvém stavu 980 kg/m3.
- Za dřevo s nejmenší objemovou hmotností (v suchém stavu) se považuje balsa s hodnotou 130 kg/m3.
- Na opačném konci žebříčku je guajak posvátný s hodnotou 1360 kg/m3, tedy velmi blízkou hustotě dřevní báze bez pórů.

## Plošná hustota
Hustota jednotky plochy, většinou 1 m2, vyjadřovaná v g/m2. Uvádí se u papíru, textilií, tkanin a jiných materiálů.